# Niemiecka Partia Rzeszy
Niemiecka Partia Rzeszy (niem. Deutsche Reichspartei, DRP) – niemiecka skrajnie prawicowa i nacjonalistyczna partia polityczna istniejąca w latach 1950–1965.
Powstała w 1950 r., początkowo działała w cieniu Socjalistycznej Partii Rzeszy, na znaczeniu zyskała po jej delegalizacji w 1952 r. Oficjalnie opowiadała się za rehabilitacją żołnierzy III Rzeszy, partię w znacznym stopniu opanowali byli hitlerowcy. Jeszcze w 1960 na 33 członków zarządu 24 należało w przeszłości do NSDAP. Głosiła koncepcję „trzeciej drogi”, celem nadrzędnym było zjednoczenie Niemiec (nawet za cenę ich neutralności w układzie Wschód-Zachód lub czasowej konfederacji dwóch państw niemieckich). Używano pojęcia „nowy nacjonalizm”.
Partia nie odnosiła już większych sukcesów wyborczych, w wyborach do Bundestagu otrzymywała około 1% głosów, miała reprezentantów w landtagach Dolnej Saksonii i Nadrenii-Palatynacie, spowodowane to było m.in. przejęciem haseł rewizjonistycznych przez rządzącą niemiecką chadecję wzmocnioną efektami „cudu gospodarczego”.
Partia w 1964 r. znalazła się w stanie rozkładu, w grudniu 1965 została formalnie rozwiązana. Jej działalność kontynuuje od 1964 Narodowodemokratyczna Partia Niemiec.